# جریان هدایت الهی

مجموعه سخنرانی‌های ایلیا رام‌الله

کتاب جریان هدایت الهی (تعالیم حق- جلد اول) مجموعه سخنرانی‌های ایلیا میم رام‌الله (پیمان فتاحی) در سن ۲۳ سالگی است که اولین بار در سال ۱۳۷۷ شمسی و در زمان وزارت عطاءالله مهاجرانی با مجوز وزارت فرهنگ و ارشاد اسلامی چاپ و در بازار نشر توزیع شد.
کتاب تعالیم حق در حالت فشرده ۱۲ جلد و در حالت معمول ۴۰ جلد می‌باشد که تنها به جلد اول آن اجازه انتشار داده شده‌است.
منتقدان این کتاب را به عنوان مانیفست جمعیت ال یاسین معرفی کرده‌اند که مدت‌ها با تیراژی بالا در دسترس مردم بوده‌است
این کتاب که قسمتی از تعالیم عمومی و آشکار ایلیا رام‌الله محسوب می‌شود، علی‌رغم اخذ مجوز از وزارت فرهنگ و ارشاد اسلامی وقت، مدتی پس از انتشار در فهرست کتب ممنوعه قرار گرفت و مانند سایر کتبی که توسط نهادهای دولتی جمهوری اسلامی با عنوان کتب ضاله از آن یاد می‌شود از کتاب فروشی‌ها جمع شد.
واکنش‌ها پس از انتشار کتاب به نحوی بود که باعث شد جمعی از ناشران و توزیع کنندگان کتب معنوی در ایران طی نامه‌هایی به مسئولان نظام از برخوردها و واکنش‌ها ابراز تعجب و گلایه کنند. در بخشی از این نامه‌ها آمده‌است: با وجودی که این کتاب دارای مجوزهای لازم برای انتشار و توزیع از وزارت فرهنگ و ارشاد اسلامی بوده‌است اما مدتی پس از انتشار توسط عوامل ناشناس از کتاب فروشی‌ها جمع شد و فروشگاه‌ها و توزیع کنندگان این اثر از طرف نهادهای امنیتی با تهدید و برخوردهای شدید مواجه شدند.
به گفته منتقدان، این تنها کتابی است که از جمعیت ال یاسین به صورت مستقیم در دسترس است؛ اثری که حاوی اندیشه‌ها و تعالیم «الیاس رام‌الله» است و چندین ناشر به نامهای «تعالیم حق» یا «تعالیم مقدس» یا «هدایت الهی» و «حم» در این باره فعالیت می‌کنند. همچنین از این کتاب در برخی منابع به عنوان تنها اثر فارسی زبان موجود از تعالیم ایلیا رام‌الله یاد شده که توسط یکی از شاگردان او به نام پیما الهی تدوین شده و آن را از منابع مهم عقاید ایلیا رام‌الله می‌دانند.
گروهی از نویسندگان جمعیت ال یاسین نیز اعلام کرده‌اند که بیش از ۴۰۰۰ صفحه متن مکتوب در قالب بیش از ۴۰ اثر از ایلیا رام‌الله (پیمان فتاحی) وجود دارد اما از بین آن‌ها تنها به کتاب جریان هدایت الهی مجوز انتشار داده شد.

## محتویات
کتاب جریان هدایت الهی (جلد اول) در ۱۹۲ صفحه و مشتمل بر ۶ فصل با عناوین تمثیل‌های ربانی، سوی او، مکرهای شیطان و دام‌های مرگبار، صدای آسمان، زداینده جهل و تاریکی، و حرکت الهی است که کار تدوین و نگارش آن را چند تن از شاگردان ایلیا میم بر عهده داشته‌اند و تدوین نهایی آن توسط پیما الهی صورت گرفته‌است.
مفاهیم بیان شده در جلد اول کتاب جریان هدایت الهی شامل «دریافت حضور الهی و آشکاری عشق به خداوند»، «تسلیم الهی» و «خدمتگزاری به خداوند»، اهمیت آمدن «روح خدا» به زندگی انسان به عنوان عامل اصلی هدایت و تعلیم و رهایی، لزوم «زنده پرستی» و ترک «مرده پرستی»، «عاشقانه زیستن در حضور خداوند»، هوشیاری نسبت به «مکرها و دام‌های شیطان» و فریب‌های نفسانی به عنوان موانع هدایت الهی و عوامل محرومیت انسان از نور، ضرورت «افزایش خودآگاهی و تغییر در بینش»، لزوم «حقیقت گرایی»، «توهم زدایی» و ذکر نام خداوند به عنوان ریسمان و کلید ارتباط الهی می‌باشند. با این حال جوهر اصلی تعالیم حق را می‌توان در مفهوم «تسلیم الهی» بیان کرد که به اشکال مختلفی در آموزه‌های ایلیا «میم» بیان شده‌است.
از دیدگاه تهیه‌کنندگان، «کتاب تعالیم حق را می‌توان بستر و زمینه اصلی درک و ورود به دیگر تعالیم وی (ایلیا رام‌الله) دانست؛ بنابراین می‌توان آن را به عنوان مبنا و پایه تعلیمات ایلیا به حساب آورد. خواندن تدریجی کتاب تعالیم حق یکی از تأکیدات استاد برای فهم تعلیمات باطنی بوده‌است. گزارشهای متعددی از خوانندگان مختلف این کتاب نقل شده‌است که همه آن‌ها حاکی از تأثیرگذاری مطالب کتاب در تغییر فهم و آگاهی و نیز دگرگونی در بینش‌ها و اندیشه‌ها و تغییر در حوزه ارتباط الهی افراد می‌باشد.
دست‌اندرکاران تهیه اثر مدعی اند که این کتاب پس از انتشار خود توانسته حرکت زنده معنوی را سبب شود و افراد بسیاری پس از خواندن این کتاب گزارش دهنده دریافتهای باطنی و معنوی خود بوده‌اند.

## از نگاه منتقدان
انتقادات وارده به این کتاب بیشتر در رسانه‌ها و کتب وابسته به حکومت جمهوری اسلامی و مراکزی چون حوزه علمیه قم، سازمان تبلیغات اسلامی، سازمان‌های وابسته به بیت رهبری و صدا و سیمای جمهوری اسلامی ایران به چشم می‌خورد. این در حالی است که کتاب جریان هدایت الهی در وزارت فرهنگ و ارشاد اسلامی قم ممیزی شده و مجوز گرفته و در چاپخانه شهرچاپ (منتسب به مشکینی) چاپ شده است.
در پاییز ۱۳۸۶ محمد تقی فعالی در کتابی به نام «آفتاب و سایه‌ها» با معرفی ایلیا رام‌الله در کنار مکاتبی چون آیین ودایی، آیین برهمنیسم، آیین جین و یوگا، و اساتیدی مانند اوشو، سای بابا، کریشنا، یوگاناندا و دالایی لاما مدعی شد که ریشه این جریان فکری را باید در تاریخچه هند جستجو کرد.
اما پیش از آن و برای اولین بار روزنامه کیهان در سال ۸۵ با چاپ جلد این کتاب در مقاله‌ای اتهام‌ها و تهاجم‌های تندی را به ایلیا رام‌الله وارد کرد.
یکی از انتقادهای جدی به این کتاب، مطالبی است که در مقدمه آن (به قلم پیما الهی) دربارهٔ ایلیا میم رام‌الله آمده‌است. حجم بیشتر این انتقادات مربوط به القاب و اسامی است که در مقدمه کتاب و به نقل از طرفداران ایلیا میم به وی نسبت داده شده‌است.
«او در میان پیروان خود به نام‌های متعددی خوانده شده. برخی از پیروان استاد او را آواتار به معنی تجسم جریان حقیقت،  روح مجسم حق،
و تجسم الهی نامیدهاند...  بنی سماء لقبی است که از جانب ایشان به او داده شده...  دربارهٔ تولدش حکایت شگفت‌انگیزی نقل می‌شود...  آواتار از حلقه‌های متصل «ماها…» (معلم اعظم حق و قطب الهی در زمین) می‌باشد...  از شاگردان آواتار، دربارهٔ او حرفهای بسیار عجیبی شنیده می‌شود...  این مریدان از پیشگویی‌ها و پیش بینی‌های بسیاری از وقایع کوچک و بزرگ توسط بنی سماء سخن می‌گویند..  مطابق علائم و نشانه‌هایی که در متون باطنی شرق وجود دارد او یک آواتار و در عین حال سات گورو است... ». مخالفان ایلیا رام‌الله این القاب را کفرآمیز توصیف می‌کنند.
تهیه‌کنندگان بولتن محرمانه و امنیتی
قبیله حیله در حوزه علمیه قم، ظهور جمعیت ال یاسین را اساساً از کتاب جریان هدایت الهی می‌دانند که در سال ۱۳۷۷ چاپ و توزیع شد، و می‌گویند "این کتاب به عنوان مانیفست گروه، به راز آلودگی رام الله افزود و تشنگی بیشتری در طرفدارانش برای شناخت بیشتر وی پدیدآورد.  طبق اظهارات تهیه کنندگان این بولتن محرمانه "با تورق در مقدمه کتاب، رام‌الله در قالب تجسد و تجسم الهی، از اواتار، روح خدا و دیگر عناوین کفر آلود یاد می‌شود. فرشاد مرادی با نام مستعار پیما الهی به عنوان نویسنده مقدمه کتاب، مطالبی دربارهٔ رام‌الله عنوان کرده‌است که خواننده با مطالعه آن در بهت فرومی‌رود".
در جای دیگری به نقل از مقدمه کتاب آمده که در ابتدای کتاب جریان هدایت الهی شخصیت وی چنین توصیف می‌شود: «او در میان پیروان خود،  به
نام‌های متعددی خوانده شده به‌طوری‌که برخی از پیروان او را آواتار به معنی تجسم جریان حقیقت،  روح مجسم حق و تجسم الهی نامیده‌اند.  بنی سماء لقبی است که از جانب ایشان به او داده شده‌است.  همچنین برخی از کارت ویزیت‌هایی که در سطح شهر تهران و برخی از شهرستان‌ها پخش شد یا در میان برخی از کتاب‌های انتشارات مربوط به جمعیت مذکور (تعالیم حق، حم، یاهو و…) گذاشته می‌شد با این القاب پیمان فتاحی را توصیف می‌کرد بنیانگذار علوم باطنی، قطب علوم باطنی، بنیانگذار الاهیسم نوین».
توضیحات ایلیا رام‌الله (پیمان فتاحی) دربارهٔ کتاب جریان هدایت الهی
ایلیا رام‌الله در فیلم مستند زندگی نامه خود
در ارتباط با ابهام‌های موجود پیرامون شخص تنظیم‌کننده کتاب جریان هدایت الهی (پیما الهی) و مطالب حساسیت‌برانگیز در مقدمه آن می‌گوید:

«اولین سالی که آشکارا برای مردم حرف زدم حدوداً بیست و سه سالم بود. بخشی از نوارهای سخنرانی‌های سال اول را دوستانی از الاهیون روی کاغذ پیاده کردند و این تبدیل شد به اولین جلد کتاب جریان هدایت الهی. کار نهایی کتاب را یکی از دوستان انجام داد که اسم مستعارش پیما الهی بود… ارتباط ما خیلی نزدیک و صمیمانه بود. ایشان از تعدادی از دوستانی که در جلسات شرکت می‌کردند خواست که دربارهٔ بنده به عنوان معرفی مطلب بدهند. او این مطالب را جمع کرده بود و از آن یک کتاب حاصل کرد که اسم آن را والسماء و الطارق، قسم به آسمان و آنچه در شب آید، گذاشت… خلاصهٔ کوتاهی از این کتاب در ابتدای کتاب تعالیم آورده شد.

در آن زمان سخنرانی‌ها گاهی روزی سه چهار مرتبه انجام می‌شد و عملاً همهٔ زمان فعال روز را اشغال می‌کرد… او کتاب را چاپ کرد. البته من آخرین تغییرات یا اضافات کتاب را ندیدم. خیلی کارهای دیگری هم در آن زمان انجام می‌شد که بعضی از آن‌ها مهم‌تر از چاپ کتاب تعالیم بودند، که در جریان جزئیات آن‌ها هم قرار نمی‌گرفتم و این روال تا سال‌ها بعد و تا امروز هم ادامه دارد و به مرور بیشتر و بیشتر شده‌است. در سال‌های اخیر به دلیل حجم عظیم کارها و مسائل، بسیار کمتر از گذشته در جریان امور اجرایی یا جزئیات فعالیت‌ها قرار داشتم… بعد از چاپ، یک نسخه از کتاب تعالیم را دیدم. به نظرم مقدمهٔ آن برای مردم، تکان دهنده و شوک‌آور بود. با توضیحات اولیهٔ کتاب و کلاً چند نقطه از کتاب موافق نبودم. با او تماس گرفتم و دربارهٔ توضیحات اضافه شده به کتاب پرسیدم. او معتقد بود که کاملاً درست عمل کرده. یعنی چون مسئولیت کار با او بود پس او هم آنطور که درست می‌دانسته عمل کرده‌است. وقتی گفتم که با بعضی از قسمت‌های مقدمه موافق نیستم گفت در همان مقدمه نظر و تکذیب شما را هم از توهمات و شایعات آورده‌ام در جای جای کتاب هم موضع شما معلوم است… این روشن بود که او با حسن نیت کامل و از روی محبت و مسئولیت‌پذیری عمل کرده‌است. شاید هم در این مورد تقصیری متوجه او نباشد و به من بازگردد. شاید اگر بیشتر دقت و احتیاط می‌کردم، مسئله‌ای پیش نمی‌آمد. 

کتاب تعالیم به دست عده‌ای از الاهیون رسیده بود. به مدیر نشر تعالیم حق پیغام دادم که این کتاب وارد بازار نشود و در دسترسی دیگران به آن هم انقباضی عمل شود؛ و این کتاب سال‌ها وارد بازار نشد بعداً هم که وارد شد، دلایل دیگری داشت. 

بعد از انتشار کتاب تعالیم، حرکت بزرگ و موج دامنه‌دار و رو به گسترشی بین خوانندگان کتاب به وجود آمد. قبل از انتشار کتاب تعالیم، مرا آقای فتاح، استاد، آقا یا چیزهای مشابه صدا می‌زدند اما بعد از انتشار کتاب تعالیم، می‌گفتند آواتار، استاد اعظم، حضرت و… پیغام دادم دسترسی به کتاب تعالیم متوقف شود که همین‌طور شد. اما همین توقف و خلاء، حرص افراد را بیشتر کرد. نسخه‌های دیگری از کتاب را دیدم که به صورت کپی یا با تایپ و تنظیم مجدد درست شده بود. این کارها حتی در خارج از ایران هم انجام می‌شد. بعضی از افرادی که ساکن کشورهای خارجی بودند، با خواندن کتاب تعالیم چنان مشتاق و آماده می‌شدند که به ایران می‌آمدند و اصرار داشتند اینجا بمانند و گاهی اگر تأکید نمی‌شد برنمی‌گشتند. برای جلوگیری از این حالت خلاء، دوباره دسترسی افراد به کتاب امکان‌پذیر و این بار کتاب وارد بازار شد… گاهی می‌شنیدیم که کتاب تعالیم در فلان جا تکثیر شده. به همین دلیل بعضی دوستان ال یاسین تصمیم گرفته بودند که تجدید چاپ شود. هم از مسیر نشر تعالیم حق و هم از مسیر دیگر. کتاب تعالیم تا حدی جای جلسات سخنرانی را گرفته بود. افرادی که تاکنون در جلسه حضوری شرکت نداشتند بعد از خواندن کتاب، از نظر وضعیت مانند کسانی بودند که در جلسات حضوری، حاضر و چند جلسه را گذرانده بودند… مدتی بعد از انتشار کتاب تعالیم اولین بیانیه را دادیم. در آن بیانیه بعضی از مواضع تصریح و بنابراین به ابهامات احتمالی پاسخ داده شده بود. بسیاری از مطالب بیانیه را دوستان ال یاسین از خود کتاب تعالیم استخراج کرده بودند از جمله در ردّ توهم گرایی و توهم سازی، اینکه من خودم هستم نه کسی دیگر، اینکه رام‌الله اسم بنده نیست و معنای آن تسلیم و خدمتگزار خداوند است… و موارد دیگر. این بیانیه احتمالاً مربوط به سال ۱۳۷۸ بود، مدتی بعد از چاپ کتاب تعالیم. بیانیه تلاشی بود برای زدودن ابهامات و به قصد تنویر و روشنگری و برای جلوگیری از افکار افراطی که بعضی بر آن پافشاری می‌کردند. کارهای دیگری هم در جهت این روشنگری و تنویر انجام شد. خطوطی که در بیانیه‌ها بود در سخنرانی‌ها و در جلسات پرسش و پاسخ یا جلسات کوچکتر بارها و بارها به صراحت گفته شد. بیانیه‌های دیگری هم منتشر شد؛ و گاهی همان بیانیه‌های قبلی تجدید می‌شدند. از بعضی از ال یاسین خواستم که در این مسیر حرکت کنند؛ و قدم‌های دیگر… مسئله برای خیلی‌ها روشن شده بود اما بعضی‌ها از زیاده روی یا محبت و بعضی از سر کینه و نفرت، وارد افراط شده بودند… در حالی که واقعیت بارها و بارها بیان و تأکید شده بود. کار دیگری که برای تضعیف بعضی فضاها داشتیم کاهش جلسات بود. از روزی چند جلسه، جلسات به چند سال یک جلسه کاهش یافت. این هم نتوانست اثر تعیین‌کنندهای بگذارد بلکه اشتیاق و حرص داوطلبان بیشتر شد. طوری‌که سالن‌های معمول در تهران امکان برگزاری جلسات را نداشتند و قرار شد جلسات بزرگ که آن هم صرفاً برای داوطلبانی که از مدت‌ها پیش اعلام داوطلبی کرده بودند، اختصاص داشت، در ورزشگاه‌های بزرگ و دست آخر در ورزشگاه آزادی تهران برگزار شود که این جلسه به دلایلی مورد توافق مراجع قانونی مرتبط با موضوع نبود و بنابراین برگزار نشد… »
در مورد این کتاب در یکی از بیانیه‌های رسمی دفتر نمایندگی ایلیا رام‌الله آمده‌است: «کتاب تعالیم حق (جریان هدایت الهی – جلد اول) عین کلام
استاد نیست بلکه بازنویسی یک دوره از سخنرانی‌های ایشان است. توضیحات اضافه شده به کتاب تعالیم حق (جلد اول کتاب جریان هدایت الهی) که به صورت مقدمه در کتاب وجود دارد، مورد تأیید ایشان نبوده و به همین دلیل، سال‌ها پیش آقای پیما الهی، یکی از تهیه‌کنندگان اصلی کتاب، از مجموعه نشر تعالیم حق اخراج گردید.»
علاوه بر القاب و اسامی نسبت داده شده به ایلیا رام‌الله در مقدمه، مطالب دیگری از کتاب نیز محل مناقشه قرار گرفته‌است. از آن جمله گفت و شنودی با وی دربارهٔ مسیح است که موضع احترام‌آمیز ایلیا میم نسبت به مسیح و دیدگاهش دربارهٔ به صلیب کشیده شده عیسی، به عنوان یک اتهام جدی از جانب منتقدانش مورد اشاره قرار گرفته‌است.
«س- آیا شما مسیح هستید؟

ج- مسیح که بود، کسی که توسط روح خدا مسح شده و روح الهی در او فعال و جاری است. چه بسا تو هم بتوانی مسیح شوی و مسیح باشی؛ ولی عیسی مسیح یکی بیشتر نیست. او خودش است و نه کسی دیگر.

س- آیا عیسی مسیح مصلوب شد؟ برخی می‌گویند شد و برخی دیگر بر این اعتقادند که نشد.

ج- عیسی مصلوب شد اما مسیح (س) مصلوب نشد.

س- حضرت عیسی چطور؟ آیا حضرت عیسی مصلوب شد؟

ج- حضرتش مصلوب نشد اما عیسی شد.

س- عیسی چطور؟ آیا عیسی مصلوب شد؟

ج- عیسیی به تنهایی هرگز وجود نداشت.

س – تفاوت اساسی حضرت مسیح با سایر پیامبران چه بود؟

ج- مسیح حاصل ازدواج میان زمین و آسمان بود.

س- در احادیث آمده که در زمان ظهور، حضرت مسیح (س) در پشت سر حضرت مهدی (عج) نماز می‌خواند. آیا این درست است؟

ج- وای براین ذهن تاریک و تفرقه اندیش. وای بر این فکر برتری طلب و جداکننده که راه به ملکوت الهی ندارد.

س- به نظر شما حضرت مسیح (س) بهتر است یا حضرت محمد (ص)؟

ج- خدا بهتر است. آسمان ابری بهتر است یا آسمان صاف و آفتابی. بهتر از آسمان صاف و ابری، خود آسمان است.»
پاسخ ایلیا رام الله به این انتقاد که چرا در پاسخ به سؤال مذکور نگفته مسیح پشت سر امام زمان نماز می‌خواند- در کتاب زندگینامه و طی یکی از گفت و شنودهای وی با دو تن از اعضای منتسب به حزب‌الله چنین آمده‌است:
«سؤال‌کننده دوم: وقتی از شما سؤال شده که آیا مسیح در آینده پشت سر امام زمان (عج) نماز می‌خواند یا خیر، شما با نیات مشکوک از پاسخ به این مسئله امتناع کرده‌اید یا از پاسخ به سؤال به صلیب کشیده شدن مسیح.
اینکه در جواب نماز خواندن عیسی مسیح (ع) پشت سر ولی عصر (عج) گفتم که «وای بر این ذهن تفرقه اندیش»، ادامهٔ جواب در کتاب نیامده و علامتِ نقطه چین دارد که باید دید ادامه آن چیست؛ و بعد اینکه این سؤالها توسط چند نفر پرسیده شد که یکی شان شیعه و مسلمان و یکی از آن‌ها مسیحی بود. هر دو نفر اینها از شاگردانم بودند و جواب می‌بایست میانه و پیوند دهنده می‌بود نه در جهت دامن زدن به تفرقه و اختلاف بیشتر. هدف آن‌ها هم از طرح این سؤالات، هیجان طلبی و رقابت هیجانی و برتری طلبی بود نه جستجوی حقیقت. واکنش‌های افراطی و متعصبانه و نابینا همه جا را پر کرده. چه لزومی به تکرار و تشدید بیش از حد آن است. در جواب آن هم که پرسید پیامبر اسلام (ص) بهتر است یا عیسی مسیح، نیت ام نزدیکی، پیوند و صلح بود وقتی که گفتم خدا از هر دو بهتر است. در ارزیابی یک حرف یا جواب باید توجه کرد در چه زمانی، چه مکانی، تحت چه شرایطی و با چه مخاطبی بیان شده‌است. »
از دیگر شبهات وارد به مطالب کتاب جریان هدایت الهی، پرسش و پاسخ مندرج در باب حقانیت و برابری ادیان است.

«س - آیا شما این واقعیّت را قبول دارید که مسلمین در نزد خداوند بر همهٔ امتها و ملتها برتری دارند؟

ج - اتفاقاً اکثر ملتها و اقوام همین حرف را می‌زنند. بله مسلمانان راستین در نزد خداوند محبوبترین‌ان‌اند. آدم، نوح، ابراهیم، موسی، داوود و عیسی هم مسلمان بودند. بسیاری از مسلمانان از امت‌های پیشین بودند. مسلمان کسی است که در حضور خداوند تسلیم است و خواست او، خواست خداست.

س - چه کسی از همه بهتر است؟

ج - هیچ‌کس.

س - یعنی چه؟

ج - یعنی خدا. زیرا خداوند کسی و چیزی نیست و این خداوند است که از همه بهتر است.

س - آیا شما مسلمان هستید؟

ج - مهم این است که خداوند ما را چگونه و به چه نامی می‌پذیرد و نه اینکه ما چگونه وانمود می‌کنیم، چه می‌گوییم و چه نامی بر خود می‌نهیم، این را خداوند متعال می‌داند.»

با استناد به این پاسخ، منتقدان ایلیا معتقدند وی با تأیید برابری ادیان پلورالیسم دینی را تأیید می‌کند و انحصار حقانیت را از اسلام ستانده و آن را میان تمام ادیان از جمله آیین مسیحیت و یهود تقسیم می‌کند.
از دیگر چالش‌های وارده توسط منتقدان نسبت به کتاب تعالیم حق این است که «در توصیف و معرفی خداوند؛ عدد و کمیت را به میان می‌آورد». آن‌ها می‌گویند کتاب با فاصله گرفتن از تعالیم اسلام- که خداوند را یگانه و بی عدد می‌داند- به ادیان مشرکانه نزدیک می‌شود.
این در حالیست که در کتاب جریان هدایت الهی از قول ا. م. رام‌الله دربارهٔ خداوند نقل شده «او بسیار و پرشمار است؛ اما یکی است. بسم الله اشاره به این دارد که همه چیز را به نام او، برای او، در جهت او و به عشق او انجام بده».
آرم منتشر شده روی جلد این کتاب نیز مورد مناقشه توسط منتقدان و جزو عناوین اتهامی برای تهیه کنندگان کتاب قرار گرفته‌است. عده‌ای آن را از نکات قابل توجه می‌دانند و این‌طور توصیف کرده‌اند که در این علامت دایره‌ای داخل یک مثلث قرار دارد که درون آن پنج علامت با عنوان «لا اله الا الله» وجود دارد.
عده‌ای دیگر بر این عقیده‌اند که این آرم چهار مثلث با دایره‌ای در وسط است که در واقع، تجمیعی است از آرم‌های اسرائیل، زرتشت، آرم کاخ سفید آمریکا، نماد چرخ بودایی و نیز نماد مسیحیت
اما بنا به اظهار طراحان اصلی "آرم روی کتاب یکی از حدود شانزده آرم و علامتی است که مربوط به مؤسسهٔ تعالیم حق می‌شود. پنج علامت اشاره شده نمادهای ادیان بزرگ بوده و عبارت لااله الا الله که بر بالای آن نقش بسته نشان از مفهوم و عقیده اصلی این مجموعه دارد. در ضمن آرم اصلی جمعیت آل یاسین این نیست بلکه آرم اصلی جمعیت، عبارت «لااله الا هو» می‌باشد. معانی مختلفی برای آرم این کتاب روایت شده. از یک دیدگاه آرم کتاب جریان نشان می‌دهد که هر کس با هر دین و مسلکی می‌تواند دوباره با خدا آشتی کند و در فیض و رحمت خدا به روی کسی بسته نیست.
گذشته از موارد یاد شده، رویکرد عمومی مخالفان و منتقدان پیمان فتاحی نسبت به کتاب جریان هدایت الهی نشان می‌دهد که آن‌ها این کتاب و کلاً تعالیم او را حاوی دیدگاه‌های پلورالیستی و مجموعه‌ای التقاطی و مرکب از آموزه‌های مسیحیت، اسلام و سایر ادیان می‌دانند.
دربارهٔ این شکل از تکثرگرایی پاسخ صریحی از جانب پیمان فتاحی در کتاب زندگی‌نامه وی آمده‌است:

«اساس اعتقادات اسلامی از تعلیمات پیامبر اسلام (ص) و آن هم از تعلیمات جبرئیل (ع) به او حاصل شده‌است. اگر این را یک مجموعه اعتقادی غیرمرکب بدانیم آن وقت معنای اعتقادات متکثر ملموس‌تر می‌شود. 
مکتب‌ها و اندیشه‌ها و جریانات مختلف باطنی را گذرانده بودم. هر کدام از این مکتب‌های باطنی مانند قاره‌ای از اندیشه‌های بی‌شمار است. سال‌ها هم به موازات آن‌ها و با نگاهی به آن‌ها تفکر کرده بودم بنابراین در بینش و نگاه خود، اندیشه‌های دیگر و دیدگاه‌های مختلف را در نظر داشتم. بخشی از ذهنم تبدیل به برآیند اندیشه‌ها و آموزه‌های مکتب‌های باطنی دیگر شده بود و الان هم هست. اندیشه‌های یونان و مصر باستان، اسلام، مسیحیت، یهودیت و ادیان دیگر، اندیشه‌های هندوئیسم، بودیسم، شمنیزم، اسپریتیزم، تائوئیزم و ده‌ها ایسم و آنتی ایسم و متا ایسم دیگر. 
بیش از همهٔ آنها، در قرآن و کتاب مقدس تفکر کرده بودم و بسیار بیشتر از بقیه تحت تأثیر این‌ها بودم. اگر کل افکارم را به یک قاره بزرگ تشبیه کنم لااقل یکی از کشورها برآیندی از کلیه اندیشه‌ها و مکتب‌های باطنی بود. نزدیک به چهار هزار صفحه دربارهٔ انواع روش‌ها و دیدگاه‌های علوم باطنی نوشتم که همه، حاصل تفکرات و مشاهداتم بود… نمی‌دانم، آیا موضوع تکثرگرایی که در لابه‌لای تهمت‌های کذب و نسبت‌های دروغ مطرح شده بود، همین است. اگر این است، که واقعیت دارد و اگر نیست، این کماکان واقعیت است و واقعیت‌های دیگری هم هست. همین موضوع تبدیل به زمینهٔ عملی تنوع گرایی و پلورالیزم شد. یعنی مثلاً مذهب شیعه را تنها راه اصلی نیل به حقیقت نمی‌دانستم بلکه آن را یکی از راه‌ها می‌دانستم به موازات راه‌های دیگر. گمان نمی‌کنم که دیگر مسلمانان ایمان‌دار یا مسیحیان یا یهودیان یا امت‌های دیگر، که به هر نحو به خداوند ایمان دارند و موحد محسوب می‌شوند، گمراه و در مسیر نابودی باشند. فکر می‌کنم و می‌کردم که حتی یک انسان ظاهراً غیرمتشرع، اگر ایمان به خدا داشته باشد و موحد باشد، اگر مهربان و بخشنده باشد، اگر انسان باشد، همین می‌تواند او را به خداوند بازگرداند و نجات دهد. اگر یک مسیحی، یهودی، زرتشتی، هندو، بودایی یا هر دین و فرقه و غیرفرقه دیگری، اگر واقعاً تسلیم و خدمت‌گزار خدا باشد، او هم نجات یافته‌است.